# Lista över Madagaskars statsöverhuvuden
Detta är en lista över Madagaskars statsöverhuvuden.

## Monarki 1817–1897
| Namn                 | Ämbetsperiod                    | Titel                                                      |
| -------------------- | ------------------------------- | ---------------------------------------------------------- |
| Andrianampoinimerina | ca. 1787 – 1810                 | Kung av Merina (vid hans död omkring 2/3 av ön Madagaskar) |
| Radama I             | 1810 – 27 juli 1828             | Kung av Merina                                             |
| Ranavalona I         | 27 juli 1828 – 16 augusti 1861  | Drottning av Merina                                        |
| Radama II            | 16 augusti 1861 – 12 maj 1863   | Kung av Merina                                             |
| Rasoherina           | 13 maj 1863 – 1 april 1868      | Drottning av Merina                                        |
| Ranavalona II        | 2 april 1868 – 13 juli 1883     | Drottning av Merina                                        |
| Ranavalona III       | 13 juli 1883 – 28 februari 1897 | Drottning av Merina                                        |

## Fransk koloni 1897–1959
Se lista över Frankrikes presidenter.

## Republik 1959–
| Namn                     | Ämbetsperiod                        | Titel                                                  |
| ------------------------ | ----------------------------------- | ------------------------------------------------------ |
| Philibert Tsiranana      | 1 maj 1959 – 11 oktober 1972        | President                                              |
| Gabriel Ramanantsoa      | 11 oktober 1972 – 5 februari 1975   | Statschef                                              |
| Richard Ratsimandrava    | 5 februari – 11 februari 1975       | Statschef                                              |
| Gilles Andriamahazo      | 12 februari – 15 juni 1975          | Ordförande för nationella militära ledarskapskommittén |
| Didier Ratsiraka         | 15 juni 1975 – 27 mars 1993         | President                                              |
| Albert Zafy              | 27 mars 1993 – 5 september 1996     | President                                              |
| Norbert Ratsirahonana    | 5 september 1996 – 9 februari 1997  | Tillförordnad president                                |
| Didier Ratsiraka         | 9 februari 1997 – 5 juli 2002¹      | President                                              |
| Marc Ravalomanana        | 22 februari 2002¹ – 17 mars 2009    | President                                              |
| Andry Rajoelina          | 17 mars 2009 – 25 januari 2014      | Tillförordnad president                                |
| Hery Rajaonarimampianina | 25 januari 2014 – 7 september 2018  | President                                              |
| Rivo Rakotovao           | 7 september 2018 – 19 januari 2019  | Tillförordnad president                                |
| Andry Rajoelina          | 19 januari 2019 – 10 september 2023 | President                                              |
| Christian Ntsay          | 9 september 2023 – 27 oktober 2023  | Tillförordnad president                                |
| Richard Ravalomanana     | 27 oktober 2023 – 16 december 2023  | Tillförordnad president                                |
| Andry Rajoelina          | 16 december 2023 –                  | President                                              |

Presidentens standar.

¹ Både Ratsiraka och Ravalomanana gjorde anspråk på presidentposten från 22 februari till 5 juli 2002.